# Casanova (cràter)
Casanova és un cràter de l'asteroide del tipus Amor (433) Eros, situat amb el sistema de coordenades planetocèntriques a 46.6 ° de latitud nord i 236 ° de longitud est. Fa un diàmetre de 0.9 km. El nom va ser fet oficial per la UAI l'any 2003 i fa referència a Giacomo Girolamo Casanova (1725-1798), aventurer venecià, el nom del qual s'ha convertit en sinònim de «seductor».